# Pieter Willem Hordijk

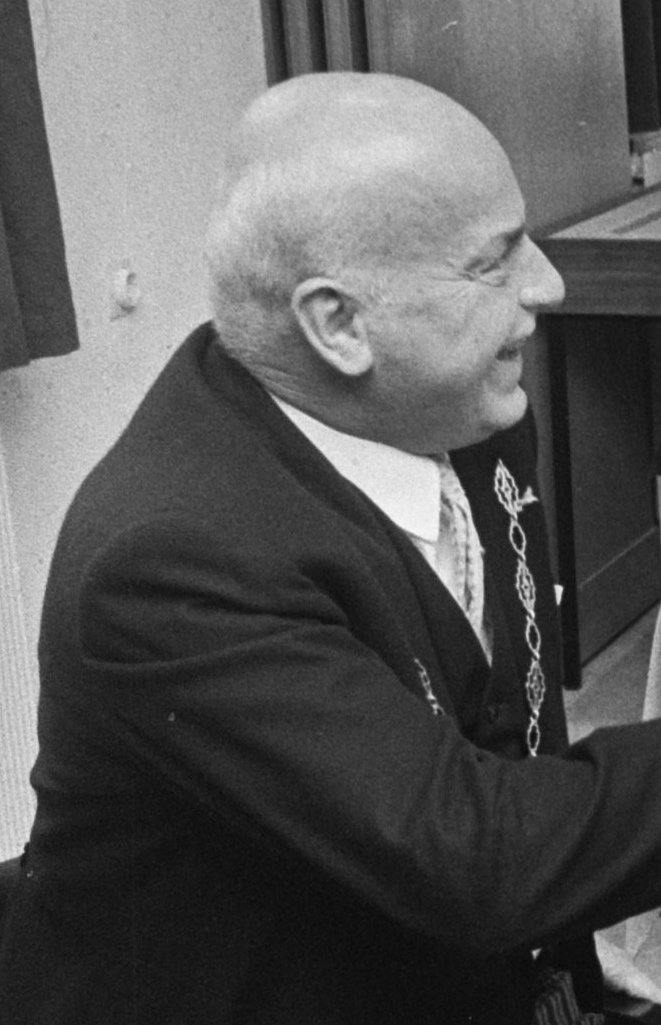
Burgemeester P.W. Hordijk (1971)

Pieter Willem Hordijk (Maasdijk, 28 mei 1918 – Lunteren, 5 juli 1992) was een Nederlands verzetsstrijder en politicus van de ARP.
Hij werd geboren in de Westlandse gemeente Naaldwijk als zoon van de tuinder Jan Hordijk (1882-1959) maar zelf zou hij een lange ambtelijke loopbaan hebben. Na de hbs volgde hij in Kampen een opleiding aan de School voor Reserve-Officieren der Infanterie. Vervolgens was hij eerst grenswacht voordat hij in Ommen benoemd werd tot verplegingsofficier. Tijdens de meidagen van 1940 was hij als vaandrig gestationeerd in Naaldwijk en aan het eind van de bezettingsjaren had hij een leidinggevende functie in het verzet onder het pseudoniem 'Peter Noord'. Zo was hij waarnemend commandant van het Landelijk Sabotage Commando. Na de bevrijding vervolgde hij zijn studie en ging als volontair aan de slag bij de gemeentesecretarie van Voorschoten. In juli 1947 werd de toen 29-jarige Hordijk benoemd tot burgemeester van  Ooltgensplaat. Als zodanig kreeg hij te maken met de Watersnoodramp van 1953. In 1954 werd hij bovendien waarnemend burgemeester van Oude Tonge en Den Bommel. Het jaar erop volgde zijn benoeming tot burgemeester van de gemeenten Middelharnis en Sommelsdijk. In januari 1966 ging Sommelsdijk op in de gemeente Middelharnis. Twee jaar later werd Hordijk benoemd tot burgemeester van Naaldwijk; de gemeente waar hij ook geboren was. In 1972 was hij langdurig ziek en vanwege gezondheidsproblemen werd hem in 1974 ontslag verleend. Hij verhuisde naar het Gelderse dorp Vorden en later naar Lunteren waar hij midden 1992 op 74-jarige leeftijd overleed. Hordijk was onder meer onderscheiden met een Bronzen Leeuw en een Bronzen Kruis.